# Teemu Laajasalo
Teemu Olavi Laajasalo, född 10 juli 1974 i Helsingfors, är en finländsk präst, pedagogie doktor, företagare och TV-personlighet. Han är sedan 2017 biskop i Helsingfors stift inom Evangelisk-lutherska kyrkan i Finland. 

## Utbildning och arbete
Laajasalo blev teologie magister 1997 och pedagogie doktor 2001. Han prästvigdes 1997 och arbetade i Helsingfors domkyrkoförsamling, varefter han blev forskare vid Helsingfors universitet. 2003-12 hade han åter ordinarie tjänst i Helsingfors domkyrkoförsamling och fungerade därefter som kyrkoherde i Kallion seurakunta i Berghäll i Helsingfors 2013-17. Sedan 1 november 2017 har han verkat som biskop i Helsingfors stift.
Laajasalo har medverkat i flera TV-program, bland annat i komediprogrammet Hyvät ja huonot uutiset. 

## Verksamhet och kritik
År 2016 tog Laajasalo initiativ till de s.k. Aleppos klockor, där kyrkklockor runt om hela världen ringde för att fästa uppmärksamheten vid den humanitära situationen i det krigsdrabbade Aleppo i Syrien.
Laajasalo har också mötts av kritik. Hans företag Huippuvalmennus Oy, som han grundade 1998 för att erbjuda förberedande kurser för inträdesproven till universiteten, kördes ner 2013 efter att ha drabbats av stora förluster. Myndigheterna fann oegentligheter i samband med detta.
Inför biskopsvalet 2017 presenterade Laajasalo en CV, som visade sig vara delvis överdriven. Också hans användning av Kallion seurakuntas kreditkort har kritiserats.
Laajasalo dömts till 20 dagsböter för bokföringsbrott av Helsingfors tingsrätt i mars 2019. Laajasalos företag TL Opetus Oy hade under flera år sänt felaktig information till Skatteförvaltningen.